# 楠勒阿
楠勒阿（Namlea）是印度尼西亚马鲁古省的一个城镇，位于布鲁岛东北部海岸，是布鲁县的县治所在。2010年统计，楠勒阿区（印尼语：Kecamatan Namlea）人口共37,218。楠勒阿机场位于城镇北部，有飞往省会安汶的航班。

## 资料来源
1. ↑  Biro Pusat Statistik, Jakarta, 2011.